# Curt Elwenspoek
Curt Elwenspoek (* 28. Mai 1884 in Königsberg (i. Pr.); † 13. April 1959 in Tübingen) war ein deutscher Regisseur, Schauspieler, Hörspielsprecher und Schriftsteller.

## Leben
Curt Elwenspoek war das jüngere von zwei Kindern des späteren Osteroder Bürgermeisters Albert Leopold Elwenspoek und dessen Ehefrau Catharina Kahle. Er legte 1903 sein Abitur am Kaiser-Wilhelm-Gymnasium in Osterode ab und wurde 1908 als Jurist promoviert.
Von 1908 an war er an verschiedenen Orten als Regisseur und Schauspieler tätig, u. a. in Tilsit (1911) unter Francesco Sioli und in Mainz. 1922 wurde er Intendant des Kieler Stadttheaters. Gemeinsam mit Carl Zuckmayer, den er engagiert hatte, wollte er im Frühjahr 1923 die Komödie Eunuch von Terenz in einer Fassung auf die Bühne bringen, deren Charakter Zuckmayer später als eine „Mischung von Kraftmeierei und bewußter Provokation“ beschrieb. Die zuständige Theaterkommission setzte jedoch die geplante Uraufführung nach der Generalprobe ab und entließ den Intendanten Elwenspoek. Die Kieler Zeitung schrieb am 24. April 1923 zu dem Vorfall:
„Es folgt aus diesem Vorfall, daß die Theaterleitung in gefährlicher Weise versagt hat und dies obendrein in einem Augenblick, wo es notwendiger denn je ist, der Bevölkerung den Glauben zu erhalten, daß das Theater ein Kulturgut Kiels ist.“
Nach seiner Intendanz in Kiel arbeitete Elwenspoek von 1924 bis 1930 als Chefdramaturg und Regisseur am Staatstheater Stuttgart. Ab 1925 war er auch bei der Süddeutschen Rundfunk AG (SÜRAG) umfangreich als Hörspielsprecher tätig.
Neben seiner schauspielerischen Tätigkeit verfasste Elwenspoek (z. T. unter dem Pseudonym Christoph Erik Ganter) eine Reihe von Werken zu verschiedenen Themen (historische Romane, Essays u. a.). Darunter war auch die zwar populärwissenschaftliche, aber als erste auf Aktenbasis geschriebene Biographie von "Jud" Süß Oppenheimer.
Dem Radiopublikum Südwestdeutschlands war er nach dem Zweiten Weltkrieg zudem als „Gute-Nacht-Lied-Onkel“ ein Begriff. Bis 1959 trug er seine Gutenacht-Geschichten im Kinderfunk des Süddeutschen Rundfunks vor.
Er war insgesamt viermal verheiratet. Zu seinen Kindern gehören der Schauspieler Hans Elwenspoek, Barbara Schäfer-Elwenspoek und die Übersetzerin Monika Elwenspoek.

## Werke
- Schinderhannes. Der rheinische Rebell. Stuttgart 1925. (Biographie des als „Schinderhannes“ bekannten Räubers Johannes Bückler)
- Jud Süß Oppenheimer. Stuttgart 1926.
- Rinaldo Rinaldini der romantische Räuberfürst. Roman, Stuttgart 1929.
- Drama und Bühne. Essay, 1931.
- Ein Mädchen ohne Mutter. Roman, 1935.
- Der höllische Krischan. Roman, 1936.
- Die roten Lotosblüten. Roman, 1941.
- Panama. Roman um einen Kanal. Stuttgart 1942.
- Dynamit. Roman, 1949.
- Hauspostille des Herzens. Freiburg 1956.
- Die Schwalbe und die Nachtigall. Roman, 1959.
- Die Glückssträhne.  Roman, Leipzig 1937

## Hörspiele (Auswahl)
Autor:
- 1959: Die Spieluhr und der Kleiderschrank. Ein Abenteuer im Antiquitätenladen – Regie: Günther Bungert (Original-Hörspiel – SWF)

Bearbeitung (Wort):
- 1955: Jo Hanns Rösler: Gott blickt lächelnd auf einen alten Lehrer – Regie: Arthur Georg Richter (Hörspiel – BR)

Sprecher:
- 1925: Justinus Kerner: Der Totengräber von Feldberg (Kommentar; Rolle: Der böse Geist) – Regie: Karl Köstlin (Sendespiel, Hörspielbearbeitung) – Süddeutsche Rundfunk AG (SÜRAG)
- 1925: Heinrich Laube: Die Karlsschüler. Schauspiel in 5 Aufzügen (Herzog Karl von Württemberg) – Regie: Theodor Brandt (Sendespiel (Hörspielbearbeitung) – SÜRAG)
- 1925: Molière: Die Schelmenstreiche Scapins. Komödie in 3 Akten (Geront) – Regie: Max Heye (Sendespiel (Hörspielbearbeitung) – SÜRAG)
- 1926: Heinrich von Kleist: Das deutsche Drama von seiner Entstehung bis zur Gegenwart (13. Abend): Penthesilea (Odysseus) – Regie: Karl Köstlin (Sendespiel (Hörspielbearbeitung) – SÜRAG)
- 1926: William Shakespeare: Die schönsten Lustspiele der Weltliteratur: Viel Lärm um Nichts. Lustspiel in 5 Aufzügen (Leonato, Gouverneur von Messina) – Regie: Karl Köstlin (Sendespiel (Hörspielbearbeitung) – SÜRAG)
- 1927: Joseph Arthur de Gobineau: Die Renaissance (Michelangelo) – Regie: Max Heye (Sendespiel (Hörspielbearbeitung) – SÜRAG)
- 1927: Ludwig Uhland: Ernst Herzog von Schwaben. Trauerspiel in fünf Aufzügen (Mangold von Verringen, Graf von Schwaben) – Regie: Karl Köstlin (Sendespiel (Hörspielbearbeitung) – SÜRAG)
- 1949: André Gide: Bathseba (Chronist) – Regie: Robert Vogel (Hörspielbearbeitung – SDR)
- 1949: Walter Erich Schäfer: Der Staatssekretär. Hörbericht über den Prozeß gegen den Grafen Giulio Riccardi (1. Sprecher) – Regie: Cläre Schimmel (Hörspiel – SDR)
- 1950: Walter Bauer: Das Unauslöschliche. Eine Legende aus dem Fernen Osten (Sprecher) – Regie: Cläre Schimmel (Original-Hörspiel – SDR)
- 1950: Wolfgang Lohmeyer: Recht und Gerechtigkeit: Mörder – so oder so. Nach einer Idee von Peter-Timm Schaufuß (Erzähler) – Regie: Cläre Schimmel (Original-Hörspiel – SDR)
- 1950: Günter Rutenborn: Durst (Chronist) – Regie: Walter Knaus (Hörspielbearbeitung – SDR)
- 1951: Arnold Schwengeler: Der Fälscher (Dr. Bredius) – Regie: Paul Land (Hörspiel – SDR)
- 1951: Friedrich Hagen: Flucht in das Abenteuer. Das Schicksal des Jean-Arthur Rimbaud (Der Vorsitzende) – Regie: Robert Vogel (Original-Hörspiel, Hörbild – SDR)
- 1952: Alfred Prugel: Auf der Menschheit Höhen. Hörfolge zum 500. Geburtstag von Leonardo da Vinci (Stendhal) – Regie: Robert Vogel (Hörbild – SDR)
- 1952: Detlev Motschmann, Heinz Coubier: Der Streik der Ganoven (Verleger) – Regie: Paul Land (Hörspiel – SDR)
- 1952: Werner-Jörg Lüddecke: Alle Menschen leben in Kirchborn (Pfarrer) – Regie: Paul Land (Original-Hörspiel – SDR)
- 1952: Gerhart Herrmann Mostar: Das Gericht zieht sich zur Beratung zurück (Folge: Vater und Sohn) (Vorsitzender) – Regie: Gerd Fricke (Hörspiel – NWDR Hamburg)
  - Bis 1955 Mitwirkung in sechs weiteren Folgen dieser Reihe
- 1953: Jacques Constant: General Frédéric (Der alte Mann) – Regie: Ludwig Cremer (Hörspiel – SDR)
- 1953: Paul Wanner: Der Schneider von Ulm – Regie: Arthur Georg Richter (Hörspielbearbeitung, Mundart-Hörspiel – SWF)
- 1953: Ferenc Molnár: Eins, zwei, drei (Sekretär) – Regie: Peter Ebert (Hörspielbearbeitung – SDR)
- 1954: Friedrich Schiller: Verbrecher aus verlorener Ehre – Regie: Arthur Georg Richter (Hörspielbearbeitung – SWF)
- 1955: Hans-Dieter Bove: Der Dackel mit dem Schlapphut. Eine Kriminalgroteske (Sir Walter Dandy) – Regie: Günther Bungert; Klaus Friedrich (Original-Hörspiel, Kriminalhörspiel – SWF)
- 1957: Hans Daiber: Lasst das Werk den Meister loben. Eine heitere Hörfolge über Wilhelm Busch (Wilhelm Busch) – Regie: Robert Vogel (Hörspiel – SDR)
- 1958: Alfred Prugel: Geist und Herz Flanderns. Eine Hörfolge über den Dichter Charles de Coster (Erzähler) – Regie: Oskar Nitschke (Hörbild – SDR)